# Molgula verrucifera
Molgula verrucifera är en sjöpungsart som beskrevs av Friedrich Ritter och William Forsyth 1917. Molgula verrucifera ingår i släktet Molgula och familjen kulsjöpungar. Inga underarter finns listade i Catalogue of Life.